# Indigofera litoralis
Indigofera litoralis är en ärtväxtart som beskrevs av Woon Young Chun och T. Chen. Indigofera litoralis ingår i släktet indigosläktet, och familjen ärtväxter. Inga underarter finns listade i Catalogue of Life.